# ارتاريا
كانت ارتارا آند كو. (النطق الإيطالي: [artaˈriːa]  واحدة من أهم شركات نشر الموسيقى في أواخر القرن الثامن عشر والتاسع عشر. تأسست الشركة في القرن الثامن عشر في فيينا ، وهي مرتبطة بالعديد من الأسماء الرائدة في العصر الكلاسيكي.
تأسست ارتاريا آند كو كمنشر للفن والخرائط على يد كارلو أرتاريا (1747-1808) في عام 1770 في فيينا ، [3] ثم عاصمة مملكة هابسبورغ. وسعت الشركة أعمالها لتشمل الموسيقى في عام 1778. وكان أهم تعاون مبكر لها مع الملحن النمساوي جوزيف هايدن ، الذي نشر أكثر من 300 عمل من خلال ارتاريا ، بما في ذلك العديد من الأرباع الوترية للملحن (مثل التأليف33) ، والتي كانت بائع مشهور. ساعدت قيمة أعمال هايدن في دفع ارتاريا إلى قمة عالم نشر الموسيقى في أواخر القرن الثامن عشر.
ساعدت هذه العلاقة المهمة  ارتاريا في تأمين حقوق أعمال الملحنين الكلاسيكيين الآخرين المهمين مثل لويجي بوكيريني ، وعلى الأخص فولفغانغ أماديوس موزارت.
ساعدت هذه العلاقة المهمة ارتاريا في تأمين حقوق أعمال الملحنين الكلاسيكيين الآخرين المهمين مثل لويجي بوكيريني، وعلى الأخص فولفغانغ أماديوس موزارت.
خلال حياته ، كان ارتاريا الناشر الرئيسي لموتسارت، على الرغم من أنه انتقل بعد وفاته إلى دار بريتكوف وهارتيل الألمانية. ابتداءً من عام 1793 ، نشر ارتاريا العديد من الأعمال المبكرة لـ ، لودفيج فان بيتهوفن حتى نزاع مرير حول حقوق نشر سلسلة بيتهوفن الخماسية والتي بلغت ذروتها في قضية قضائية من 1803 حتى 1805. ومع ذلك ، نشر ارتاريا أيضًا كتاب هامركلافير سوناتا بيتهوفن في عام 1819 ، ونشر ابن أخ كارلو ماتياس (1793-1835) كتابًا للملحن Große Fuge في عام 1827. 
يسلط الخلاف مع بيتهوفن الضوء على الدور الذي لعبته الشركة في المساعدة في تحديد قوانين حقوق النشر المبكرة. توجد مراسلات ضخمة بين شركة ارتاريا وعملائها فيما يتعلق بملكية الإصدارات وحقوقها بالإضافة إلى مخاوف القرصنة.
استمرت ارتاريا في كونها ناشرًا رائدًا خلال القرن التاسع عشر ، حتى توقفت أخيرًا عن نشاط نشر الموسيقى في القرن العشرين. حصلت شركة فريتاغ وبيرندت [دي] على نشرها في مجال رسم الخرائط في عام 1920 ، وتم حل دار نشر ارتاريا في عام 1932. وأُغلق بيع الأعمال الفنية في عام 2012.
·       تاريخ نشر الموسيقى
1. ↑     "ارتاريا نيل إنسيكلوبيديا تريكاني". تم الاسترجاع 22 فبراير 2020. نسخة محفوظة 2023-04-16 على موقع واي باك مشين.
2. ↑  "ارتاريا - سبير ات ". تم الاسترجاع 22 فبراير 2020. نسخة محفوظة 2023-04-16 على موقع واي باك مشين.
3. ↑    ويتشنيك ، ألكساندر (1953). "أرتاريا ، كارلو".سيرة ألمانية جديدة (في المانيا). نسخة محفوظة 2023-04-17 على موقع واي باك مشين.
4. ↑  جريتشن أ. ويلوك ، "استراتيجيات المشاركة في عمل هايدن 33 سلسلة رباعية" ، في دراسات القرن الثامن عشر ، المجلد. 25 ، ع 1 (خريف 1991) ، ص 1-30
5. ↑    روبرت م. ريدجويل ، موزارت ودار ارتاريا للنشر: دراسات في دفتر الأستاذ ، 1784-1793 ، دكتوراه. رويال هولواي ، جامعة لندن ، 1999
6. ↑    دونالد دبليو ماكاردل ، "بيتهوفن ، أرتاريا ، والخماسي الرئيسي سي" ، الموسيقي الفصلية ، المجلد. 34 ، ع 4 (أكتوبر 1948) ، ص 567-574
7. ↑    ويتشنيك ، ألكساندر (1953). "أرتاريا ، ماتياس". سيرة ألمانية جديدة (في المانيا). المجلد. 1. ص. 401. نسخة محفوظة 2023-04-17 على موقع واي باك مشين.

ريدجويل ، روبرت م: "متجر ارتاريا للموسيقى وموسيقى بوكيريني في الحياة الموسيقية في فيينا" ؛ الموسيقى المبكرة - المجلد 33 ، العدد 2 ، مايو 2005 ، ص 179 – 189